# Constitució de Puerto Rico
La Constitució de Puerto Rico és el document que regeix l'Estat Lliure Associat de Puerto Rico. Es compon de nou articles que detallen l'estructura del govern, així com la funció de les seves institucions. Va ser ratificada pel poble de Puerto Rico en referèndum el 3 de març de 1952.
El document també conté un projecte de llei extensa i específica de Drets. Des que Puerto Rico és un Estat Lliure Associat dels Estats Units, la Constitució de Puerto Rico està compel·lida a adherir-se als postulats de la Constitució dels EUA a causa de la Clàusula de Supremacia i a la legislació federal pertinent referida a la Clàusula Territorial.
Va ser ratificada pel poble de Puerto Rico en un referèndum el 3 de març de 1952 i aiximateix aprovada pel Congrés dels Estats Units i promulgada pel President Dwight Eisenhower en una versió modificada, Llei Pública 82-447 - 66 Estatut 327, el dia 3 juliol de 1952. El 10 de juliol del mateix any, la Convenció Constituent de Puerto Rico es va tornar a reunir i va aprovar les condicions establertes per la Llei Pública 82-447. El 25 de juliol de 1952, el governador Luis Muñoz Marín va proclamar en un acte públic l'efectivitat de la Constitució i per primera vegada es va hissar a San Juan la bandera de Puerto Rico.
El 25 de juliol, que havia estat un dia de festa oficial a Puerto Rico en commemoració de l'arribada de les tropes dels Estats Units a Puerto Rico, el 25 de juliol de 1898, ara es coneix com a "Dia de la Constitució".

## Història
El govern dels Estats Units va autoritzar a Puerto Rico a redactar la seva pròpia constitució amb la llei promulgada el 3 de juliol de 1950. L'Assemblea Constituent es va reunir per un període de diversos mesos entre 1951 i 1952 en què va ser escrit el document. Els autors van haver de seguir només dos requisits bàsics: el primer va ser que el document havia d'establir una forma republicana de govern per a l'illa i el segon va ser la inclusió d'una Declaració de Drets.
La constitució va ser aprovada amb gairebé un 82% dels votants en un referèndum popular i ratificat pel Congrés dels Estats Units amb algunes esmenes. Els Estats Units mantenen la sobirania definitiva sobre Puerto Rico mentre que dona als porto-riquenys un alt grau d'autonomia. En virtut d'aquesta Constitució, Puerto Rico s'identifica oficialment com a Estat Lliure Associat de Puerto Rico.
Un continu debat s'ha ocupat de la situació legal de Puerto Rico sota el Govern Federal dels Estats Units. Certes decisions del Tribunal Suprem dels Estats Units semblaven haver interpretat la Clàusula Territorial de la Constitució dels Estats Units com que segueix controlant Puerto Rico. En virtut d'aquesta clàusula, el Congrés dels Estats Units és el sobirà reconegut de l'illa.
El 1976, la Cort Suprema dels Estats Units va aclarir que el propòsit del Congrés en la legislació 1950 i 1952 va ser de concedir a Puerto Rico el grau d'autonomia i independència que normalment s'associen amb un estat de la Unió.

## Articles
- Preàmbul
- Article Un: De l'Estat Lliure Associat
- Article Dos: Declaració de Drets
- Article Tres: Poder Legislatiu
- Article Quatre: Del Poder Executiu
- Article Cinc: Del poder judicial
- Article Sis: Disposicions Generals
- Article Set: De les Esmenes a la Constitució
- Article Vuit: Dels Districtes senatorials i dels Representatius
- Article Nou: disposicions transitòries